# فاطمة شاهين (لاعبة كرة قدم)
فاطمة شاهين (بالتركية: Fatma Şahin)‏ هي لاعبة كرة قدم تركية، ولدت في 15 ديسمبر 1990 في إزمير في تركيا. شاركت مع منتخب تركيا تحت 19 سنة لكرة القدم للسيدات ومنتخب تركيا لكرة القدم للسيدات. أما مع النوادي، فقد لعبت مع Konak Belediyespor ‏.

## وصلات خارجية
- فاطمة شاهين على موقع الاتحاد الأوربي (الإنجليزية)
- فاطمة شاهين على موقع قاعدة بيانات كرة القدم.إي يو (الإنجليزية)